# Tolk
Tolk ist eine Gemeinde im Kreis Schleswig-Flensburg in Schleswig-Holstein.

## Geografie

### Geografische Lage
Das Gemeindegebiet von Tolk erstreckt sich im südlichen Bereich des Naturraums Angeln (Haupteinheit Nr. 700), der Ostsee-Halbinsel zwischen Flensburger Förde und Schlei, am südlichen Rand des Urstromtals der Wellspanger Au östlich vom Langsee.

### Ortsteile
Siedlungsgeografisch lässt sich die Gemeinde in eine Vielzahl von sogenannten Wohnplätzen gliedern. Neben dem für die Gemeinde namenstiftenden Kirchdorf befinden sich ebenfalls das weitere Dorf Tolkschuby (dänisch Tolkskovby), die Siedlung Lobacker (dänisch Lovager, auch Lobager), die Häusergruppen Blasberg und Bökwatt, die Höfesiedlungen Katharinenhof und Nordacker sowie die Haussiedlung Grunewald im Gemeindegebiet.

### Nachbargemeinden
Unmittelbar angrenzende Gemeindegebiete von Tolk sind:
| Böklund          | Struxdorf                                   |           |
| Süderfahrenstedt | Kompassrose, die auf Nachbargemeinden zeigt | Twedt     |
| Nübel            | Schaalby                                    | Taarstedt |

## Geschichte
Der Ort ist, wie viele archäologische Funde aus der Stein- und Bronzezeit belegen, schon sehr lange besiedelt und wurde 1192 erstmals erwähnt. Hinsichtlich der Bedeutung des Ortsnamens gibt es divergierende Annahmen. Möglich wäre eine Deutung als Einschnitt, Bucht, Kluft (vgl. altnordisch tálga schnitzen) oder als spitz zulaufender (Grab-)Hügel, zurückgehend auf altdänisch *Tholghøghe, zusammengesetzt aus Stock, Pflok (altnordisch þollr, dänisch told) und Hügel (altdänisch Høgh).
Die Kirche von Tolk entstand im letzten Viertel des 12. Jahrhunderts. Da einige der verbauten Steine mit vorchristlichen Zeichen versehen sind, ist anzunehmen, dass sie sich an einem alten Kultplatz befindet.
In der Mitte des 16. Jahrhunderts entstand das Gut Tolkschuby aus Einzelhöfen und wurde bereits 1786 wieder in die drei Höfe Alt-Tolkschuby, Neu-Tolkschuby und Katharinenhof geteilt.
Tolk war bis zum 31. Dezember 2006 Verwaltungssitz des gleichnamigen Amtes.

## Politik

### Gemeindevertretung
Bei der Kommunalwahl am 14. Mai 2023 wurden insgesamt elf Sitze vergeben. Die CDU erhielt sechs Sitze und die SPD fünf Sitze.

### Wappen
Blasonierung: „In Blau zwischen zwei grannenlosen goldenen Weizenähren das silberne Taufbecken der Tolker Kirche mit wassergefüllter goldener Taufschale. Im goldenen Schildfuß mit geschwungener, ein Tal zwischen zwei Hügeln andeutender, Teilungslinie eine blaue Wellenleiste.“

## Wirtschaft
Die Gemeinde entwickelt sich heute von einer rein landwirtschaftlich geprägten Struktur hin zu einem modernen Dienstleistungszentrum für die umliegenden Ortschaften.
Im Gemeindegebiet befinden sich zwanzig Windkraftanlagen.

## Bildung
Tolk verfügt offiziell über zwei Bildungsstätten:
Boy-Lornsen-Grundschule
Die Boy-Lornsen Grundschule ist eine Grundschuleinrichtung, die seit 2012 von dem Amt Südangeln verwaltet wird. Sie unterrichtet Kinder von der 1. bis zur 5. Klasse, bietet ab der 3. Klasse Schwimmunterricht für Kinder an, verfügt über eine Sporthalle und ein Sportfeld mit einer ungefähren Fläche von 18.250 m² und die Schüler können per Bus zu dieser Schule gefahren werden.
DRK-Kindertagesstätte Tolk
Die DRK-Kindertagesstätte Tolk ist eine Kindertagesstätte unter der Trägerschaft des Deutschen Roten Kreuzes. Die Kita betreut Kinder unter drei Jahren bis zu Kindern im Alter von 6 Jahren und 11 Monaten.

## Sehenswürdigkeiten

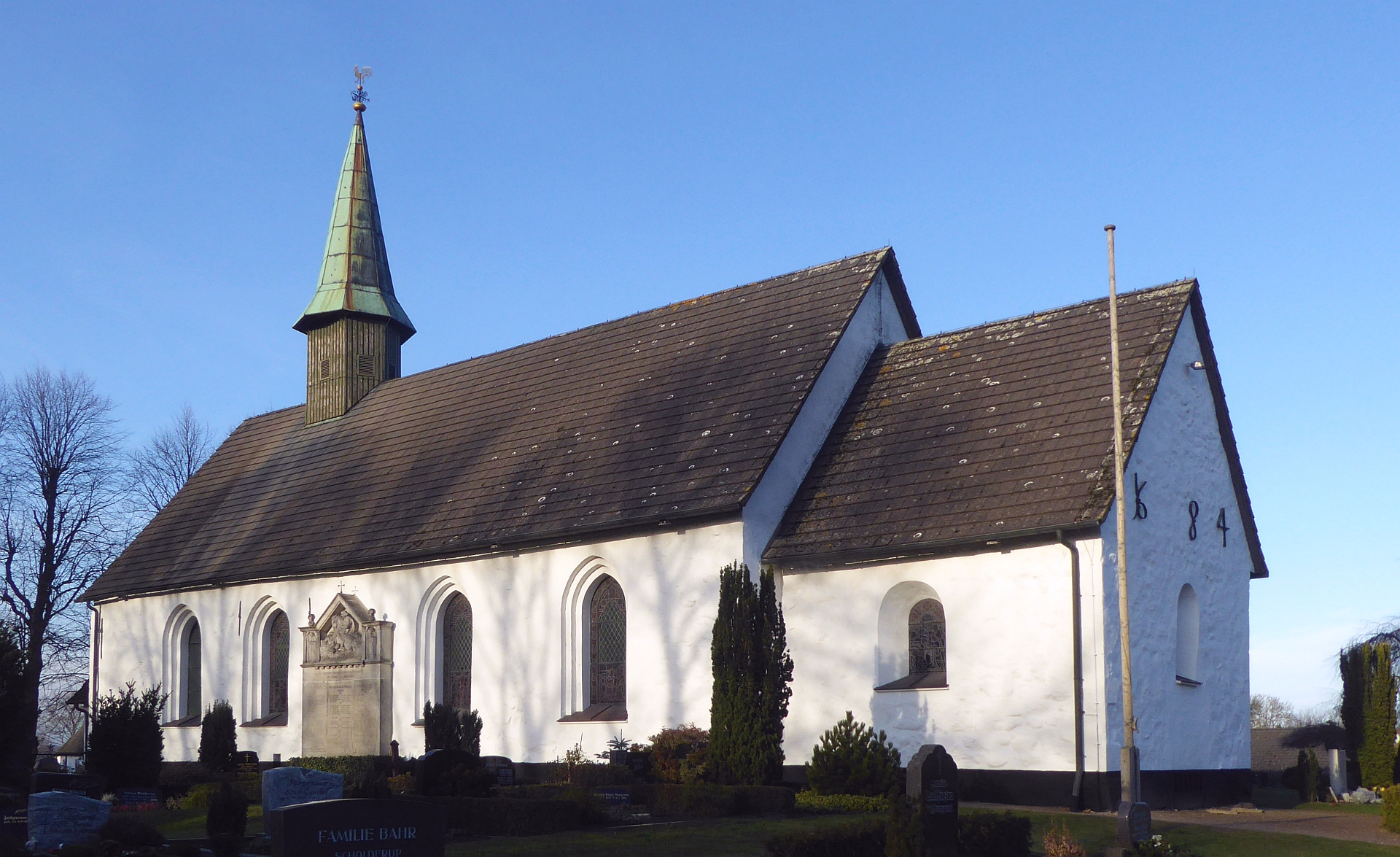
St.-Marien-Kirche, Südseite (2018)

In der Liste der Kulturdenkmale in Tolk stehen die in der Denkmalliste des Landes Schleswig-Holstein eingetragenen Kulturdenkmale.
Die Tolk-Schau ist ein Familien-Freizeitpark mit Teichen, Sommerrodelbahn, Grillplätzen und naturkundlichen Sammlungen, der aus einem Märchenwald entstanden ist.

## Söhne und Töchter
- Bernhard von Wickede (1705–1776), Lübecker Bürgermeister geboren auf Gut Tolkschuby
- Friedrich Christian Feustking (um 1678–1739), Lehrer, Dichter und Librettist, Pastor in Tolk  von 1705–1739